# 드림킥스
《드림킥스》(DreamKix)는 대한민국의 디자인스톰이 2010년 남아공 월드컵 시즌을 겨냥하여 기획 · 제작한 3D 애니메이션이다. 짧은 다리라는 치명적 약점을 극복하고 축구선수가 되려는 닥스훈트 로이가 오합지졸로 구성된 동물농장 축구팀에 합류하여 세계 최고의 스타급 선수로 구성된 팀들과의 도전을 목표로 겪게 되는 좌충우돌 코믹 상황을 그린 성장드라마이다. 2010년 6월 7일부터 2010년 7월 12일까지 SBS에서 방영하였다.

## 캐릭터
- 로이(개, 닥스훈트) : 이미자

써니팜 FC의 스트라이커. 프로 축구 선수가 되는 것이 꿈이고, 긴 허리를 이용한 토네이도 헤더가 장기이다.
- 모리(두더지) : 전태열

써니팜 FC의 팀 코치. 극도로 소심한 성격이지만 축구에 대해 모르는 것이 없는 축구 마니아이다.
- 에밀리(젖소) : 우정신

써니팜 FC의 구단주. 축구에 대해 잘 모르지만 어떤 선수일지라도 단점을 넘어 장점을 찾아낼 수 있는 능력의 소유자이다.
- 데상티스(닭) : 이선주

써니팜 FC의 두 번째 스트라이커. 초단기 기억상실증에 걸려 있다.
- 가르시아(개, 치와와) : 써니팜 FC의 골키퍼. 작을지 몰라도 사자인냥 트레쉬토킹을 해댄다.
- 번(양) : 최한

드림리그에서 가장 터프하고 열정적인 수비수. 늑대에게 길러졌고, 동네 폭주족이다.
- 레베카 : 써니팜 FC의 퀸카. 전 육상 스타로 우아하고 교양을 갖춘 팜랜드 역사상 가장 빠른 개이다.
- 피터(고양이) : 유동균

메가팜이라는 부잣집 농장의 아들. 자칭 로이의 라이벌로 로이가 실패하는 모습을 봐야 직성이 풀린다.
- 숀(보더콜리) : 로이의 소꿉친구. 로이보다 먼저 드림리그에 출전한다.
- 레오나르도(사자) : 새비지 유나이티드의 톱 스트라이커. 가장 유명한 선수로 로이의 영웅이자 전 세계 아이들의 우상이다.

### 제작진
- 제작자 : 손정숙
- 프로듀서 : 정대식, 권영숙
- 애니메이션 제작
  - 시나리오 : 김형교, Grant Moran, Ben Townsend, Chris Brown, Andrew Nichols, Darrell Vickers, Andrew Gerdat, Stevie Sullivan
  - 스토리 보드 : 이희라, 변권철
  - 레이아웃 : 박준곤, 허세황, 송원경, 홍창완, 진승범
  - 디자인 : 민중기, 정의진, 노형민, 김정섭
  - 모델링 : 이장용, 박철홍, 최필봉, 신규호
  - 애니메이션 : 이순, 박준곤, 김미성, 박정숙, 이선명, 김동휘, 김민경, 김지연, 박희정, 이석균, 이준영, 이은실, 조현철, 천세희, 최지현, 박충식, 김재규, 김현주, 심우엽, 황성연, 김민, 조양현, 남택성, 백현우, 김태윤, 노욱호, 김진동, 이동희
  - 리깅 : 배재철, 한정섭, 박수일, 신규철, 김규석, 진태수
  - 페이셜 : 이영래
  - 셰이딩 / 라이팅 : 전상훈, 이혜원, 정경숙, 나종인, 김유형, 박종욱, 권혜정, 김선일, 이은실, 오진욱, 이시내, 이보나, 서인석, 박정수, 김용준, 김무원, 이정은, 배성균, 유진환, 장안나, 최지혜, 이은지
  - 매트 페인팅 : 유정원
  - FX : 정재민, 김상규, 한윤수
  - 감독 : 강대일
  - 공동 감독 : 정지욱
  - 라인 프로듀서 : 김지현, 김찬진
  - 연구 개발 : 김현준, 강동호
  - 합성 : 정영훈, 최성순, 정지나, 박종욱
  - 제작 지원 : 전춘금, 이선희, 김미란, 김정윤
  - 국내 마케팅 : 이윤정, 김지현
  - 해외 마케팅 : 데이비드 올리베라, 캐서린 켈리
  - 종합 편집 : 오승훈
  - 종합 편집 컴퓨터 그래픽 : 정호선
  - 번역 : 정한결
  - 녹음 : 이환우, 조현진
  - 진행 : 임영희
  - 더빙 연출 : 박선영
  - 더빙 총괄 : 박지원
  - 음악 감독 : 목영진
  - 오디오 포스트 프로덕션 : 마이티마우스
- 주제가
  - 주제가 제작 : 목영진, 윤재상
  - 주제가 작사 : 유주현
  - 주제가 작곡 : 디자인 스톰
  - 오프닝 : 김찬 - 드림킥스
  - 엔딩 : 햄 - 우리는 하나
- 공동제작 : uMedia, uFund, Nexus Factory
- 제작지원 : 한국콘텐츠진흥원, 대한민국 방송통신위원회, FIFA
- 투자 : 가하이엠씨
- 기획 : SBS
- 제작 : 디자인스톰
- 저작권 : © 2007-2010 Designstorm Co., Ltd.

## 방송 회차

### 2010년
| 회차 | 방송일   | 부제                   |
| ---- | -------- | ---------------------- |
| 1화  | 6월 7일  | 킥 오프                |
| 2화  | 6월 8일  | 금발의 레베카          |
| 3화  | 6월 14일 | 되찾은 기억을 지워라   |
| 4화  | 6월 15일 | 오프사이드가 부른 재앙 |
| 5화  | 6월 21일 | 숲 속의 음모           |
| 6화  | 6월 22일 | 돌아온 숀              |
| 7화  | 6월 28일 | 명배우 축구선수 되다   |
| 8화  | 6월 29일 | 행운의 고추            |
| 9화  | 7월 5일  | 네 멋대로 해라         |
| 10화 | 7월 6일  | 양의 탈을 쓴 늑대      |
| 11화 | 7월 12일 | 환상의 프리킥          |